# Gninsy
Gninsy ist eine Stadt und ein Arrondissement im Departement Borgou im westafrikanischen Staat Benin. Es ist eine Verwaltungseinheit, die der Gerichtsbarkeit der Kommune Pèrèrè untersteht.

## Demografie und Verwaltung
Gemäß der Volkszählung 2013 des beninischen Statistikamtes INSAE hatte das Arrondissement 19.670 Einwohner, davon waren 9.673 männlich und 9.997 weiblich.
Von den 61 Dörfern und Quartieren der Kommune Pèrèrè entfallen 13 auf Gninsy:
1. Assagnahoun
2. Boro
3. Diguidirou
4. Diguidirou-Peulh
5. Gninsy
6. Gninsy-Gando
7. Gninsy-Peulh
8. Gorobani
9. Koukoumbou
10. Sandilo
11. Sandilo-Gando
12. Sanrékou
13. Sombirikpérou